# Teatro del Popolo (Alikovo)
Il Teatro del Popolo è un teatro, nonché accademia teatrale di Alikovo, nella Repubblica autonoma della Ciuvascia, in Russia.

## Storia
Nel 1933 si aprì ad Alikovo una biblioteca, poi un giovane proveniente dal vicino villaggio di Siner', Vasilij Illarionovič Volkov inaugurò una piccola compagnia teatrale ed un centro culturale, grazie anche a molti giovani animati dalla passione del teatro e dalla voglia di apprendere, ed anche grazie all'aiuto finanziario della potente famiglia locale degli Zolotov. Nel 1934 ebbero inizio le prime rappresentazioni teatrali vere e proprie. Dal 1967 furono svolte le prime tournée all'interno della repubblica autonoma e arrivarono anche i primi riconoscimenti e premi, anche da parte dal governo locale di Čeboksary. Dagli anni '90 le tournée si estesero  nelle varie repubbliche federate vicine.